# JŽ serija 802
JŽ serija 802 (DMV 802) je serija uskotračnog dizelskomotornog vlaka Jugoslavenskih željeznica koja je naslijedila motorni vlak serije 801. Prozvodila ga je tvrtka Đuro Đaković od 1963. do 1969. Prometovao je na pruzi Gabela – Zelenika te na prugama istočne Bosne. Nakon ukidanja uskotračne pruge prodan je Portugalskim željeznicama koje su ga prepravile za širinu kolosijeka od 1000 mm.

## Tehničke karakteristike
- Graditelj: Đuro Đaković
- Godina izgradnje: 1963. – 1969.
- Osovinski raspored: 2'B'+B'2'+B'2'+B'2'
- Širina kolosijeka: 760 mm (1000 mm u Portugalu, 914 mm u Peruu)
- Instalirana snaga: 136 kW (185 KS)
- Motor:: 6-cilindarski, 4-taktni dizel Fiat 221.H.0710
- Duljina:: 59,5 m
- Širina:: 2,38 m
- Najveća brzina: 60 km/h

## Vanjske poveznice
- From Sarajevo to Dubrovnik in 1967 by Dave Sallery (engl.) (pristupljeno 3. srpnja 2014.)
- The JZ Class 802 DMU's in Portugal by Joao Braga and in Peru (engl.) (pristupljeno 3. srpnja 2014.)